# Samuel (biskup etiopski)
Samuel – duchowny Etiopskiego Kościoła Ortodoksyjnego, od 2018 biskup pomocniczy Waszyngtonu.

## Życiorys
Sakrę biskupią otrzymał 18 stycznia 2007 jako hierarcha Etiopskiego Kościoła Ortodoksyjnego na Wygnaniu. W 2018 oba etiopskie patriarchaty się pojednały, a wszyscy biskupi obu frakcji weszli w skład jednego ogólnokościelnego Synodu. 1 listopada 2018 został mianowany biskupem pomocniczym Waszyngtonu, odpowiedzialny jest za nadzór nad waszyngtońskimi kościołami św. Gabriela i św. Michała.